# Villanueva de los Caballeros
Villanueva de los Caballeros est une commune de la province de Valladolid dans la communauté autonome de Castille-et-León en Espagne.

## Sites et patrimoine
Les édifices notables de la commune sont :
- Église San Pedro Apóstol ;
- Fontaine, qui date de 1572.